# Joseph Edward Willard

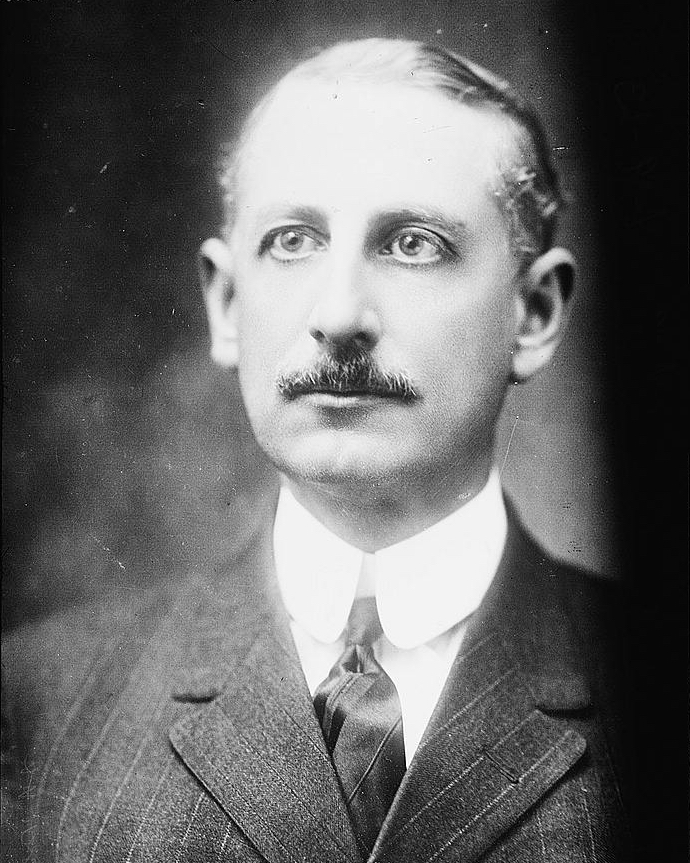
Joseph Edward Willard, 1913

Joseph Edward Willard (* 1. Mai 1865 in Washington, D.C.; † 4. April 1924 in New York) war ein US-amerikanischer Politiker und Diplomat, der von 1902 bis 1906 Vizegouverneur von Virginia und von 1913 bis 1921 Botschafter der Vereinigten Staaten in Spanien war.

## Leben
Joseph Edward Willard wurde 1865 als Sohn von Joseph Clapp Willard (1820–1897) und Antonia Ford Willard (1838–1871) geboren. Joseph Clapp Willard hatte während des Sezessionskrieges als Major der Union die konföderierte Spionin Antonia Ford inhaftiert. Als nach sieben Monaten der Haft im Old Capitol Hall Prison beider Liebesbeziehung herauszukommen drohte, nahm er seinen Abschied und heiratete Antonia Ford 1864, die bereits 1871 an den Folgen ihrer durch die Haftzeit angeschlagenen Gesundheit und zweier Totgeburten starb. Joseph Clapp Willard war Eigentümer des berühmten Willard Hotels in Washington, D.C.
Joseph Edward Willard besuchte die Episcopal High School in Alexandria und das Virginia Military Institute 1882–1886 in Lexington und studierte an der University of Virginia Law School. Als Hotelerbe und durch seine sonstigen Besitztümer und Investitionen war Willard bereits sehr früh einer der reichsten Männer Virginias und lebte auf dem Gutssitz Layton Hall.
Am Spanisch-Amerikanischen Krieg nahm er ursprünglich als Captain einer Kompanie der Third Virginia Volunteer Infantry teil, später als Adjutant von General Fitzhugh Lee und stellvertretender Quartiermeister des 7. Korps.
Willard war seit 1891 mit Belle Layton Wyatt Willard (1869–1954) verheiratet. Über einen Zeitraum von acht Jahren, von 1893 bis 1901, saß Willard im Virginia House of Delegates. Wenig später wurde er zum 19. Vizegouverneur von Virginia gewählt. Er hatte dieses Amt von 1902 bis 1906 inne. Nachdem er sich erfolglos als Kandidat für das Amt des Gouverneurs beworben hatte, gab er das des Vizegouverneurs auf. Danach trat Willard für vier Jahre das Amt des Commissioners der Virginia State Corporation Commission an.
1913 wurde er von US-Präsident Woodrow Wilson als erster US-Botschafter nach dem vergangenen Krieg in Spanien eingesetzt. Während des Ausbruchs des Ersten Weltkriegs weilte Willard im Urlaub in den Vereinigten Staaten. An Bord des Panzerkreuzers USS Tennessee kehrte er nach Europa zurück, obwohl seine Tochter Belle (1892–1968), die mit Theodore Roosevelts Sohn Kermit Roosevelt verheiratet war, an Typhus erkrankt war. Belle erholte sich später von der schweren Erkrankung. Willard selbst hatte bei Kriegsausbruch seine Wiederaufnahme in den aktiven Dienst beantragt, dies war jedoch zurückgewiesen worden. In der Folgezeit bemühte er sich unter Einsatz seines persönlichen Vermögens, die US-amerikanischen Investitionen in Spanien zu schützen, und verbesserte nachhaltig das spanisch-amerikanische Verhältnis.
Joseph Eward Willard fungierte als US-Botschafter in Spanien bis 1921 und kehrte nach New York zurück. Als Philanthrop hatte sich Willard sozial für die Bürger seines Heimatorts Fairfax engagiert und 1900 ein Stadthaus konstruiert, das er der Gemeinde schenkte.
1924 verstarb Willard im Alter von 58 Jahren an den Folgen einer Angina Pectoris in New York. Seine letzte Ruhestätte fand er auf dem Oak Hill Cemetery in Washington, D.C. Der spanische König, der ihn bereits zu Lebzeiten ausgezeichnet hatte, sandte einen persönlichen Vertrauten zu Willards Begräbnis.

## Nachleben
Ihm zu Ehren wurde das ehemalige gemeindefreie Gebiet Willard im Loudoun County, Virginia, benannt. Die von ihm konstruierte Old Town Hall ist heute ein Veranstaltungsort für Konzerte und andere Ereignisse, Layton Hall wurde 1972 zur Erschließung verkauft. Auf dem Gelände befindet sich heute eine Shopping-Mall. Die zweite Tochter der Willards, Mary Elizabeth Willard, heiratete den britischen Diplomaten Mervyn Herbert, den Sohn des Henry Herbert, 4. Earl of Carnarvon. Joseph Edward Willards Enkel Kermit Roosevelt jr. (1916–2000) nahm später eine führende Position innerhalb der CIA ein.